# برنهارد آیزل
برنهارد آیزل (آلمانی: Bernhard Eisel؛ زادهٔ ۱۷ فوریهٔ ۱۹۸۱) دوچرخه‌سوار اهل اتریش است.
از باشگاه‌هایی که در آن رکاب زده‌است می‌توان به تیم دایمنشن دیتا، تیم دوچرخه‌سواری ماپی، تیم دوچرخه‌سواری اف‌دی‌جی، اچ‌تی‌سی-هایرود، و تیم اسکای اشاره کرد.